# ژان-پیر کاستالدی
ژان-پیر کاستالدی (به انگلیسی: Jean-Pierre Castaldi) (زاده ۱ اکتبر ۱۹۴۴) بازیگر فرانسوی است.
از فیلم‌های معروف او می‌توان به بازی در فیلم آستریکس و اوبلیکس گرفتن سزار، مهمانی، شن‌های روان، یکی و دیگری و تفنگدار اشاره کرد.